# Россі де Пальма
Россі де Пальма (16 вересня 1964, Пальма-де-Майорка, Іспанія) — іспанська акторка, танцюристка, співачка та модель.
На початку 1980-х Россі була у складі музичного гурту Peor Impossible. Це були її перші кроки у співі та танцях. Протягом багатьох років працювала офіціанткою в пабі, де зустріла Педро Альмодовара. У 1986 році він запросив її взяти участь в невеликій ролі в «Законі бажання». 
Її особливе обличчя привертало авангард дизайну та моди, що дозволило їй долучитися до модельного бізнесу. Вважається однією з муз дизайнера Жана-Поля Готьє, а в 1992 році брала участь у музичному відео «Too Funky» Джорджа Майкла. Брала участь у театральних виставах і продовжувала займатися музикою. Зараз її творче життя проходить переважно у Франції та Іспанії. 
Виховує двох дітей, задіяна у суспільних інформаційних і благодійних кампаніях.

## Вибіркова фільмографія
- Закон бажання (1987)
- Жінки на межі нервового зриву (1988)
- Зв'яжи мене! (1989)
- Кіка (1993)
- Висока мода (1994)
- Квітка моєї таємниці (1995)
- Розмова янголів (1996)
- Повний привід (2002)
- 20 сантиметрів (2005)
- Розірвані обійми (2009)
- Мадам (2017)
- Чоловік, який вбив Дон Кіхота (2018)
- Русалка в Парижі (2020)
- Паралельні матері (2021)